# Ashley Lilley
Ashley Lilley, född 29 januari 1986 i Rothesay på Isle of Bute i Skottland, är en brittisk skådespelerska som medverkat i filmen Mamma Mia! i rollen som Ali, Sophies (Amanda Seyfried) bästa vän.